# De Grote Noordwolderpolder
Het waterschap De Grote Noordwolderpolder was een waterschap nabij Oudega in de toenmalige gemeente Hemelumer Oldephaert en Noordwolde aan de rand van de Fluessen, die in 1834 ontstond door een fusie van twee particuliere polders, De Grote Woudpolder en De Zomerpolder van Kolderwolde. Het waterschap was aanvankelijk een Veenpolder, met beperkte zelfstandige bevoegdheid, en droeg toen de naam De Grote Noordwolderveenpolder. In 1873 werd de polder omgevormd tot waterschap.
De aanvankelijke veenpolder hield zich bezig met vervenen, droogmaken en inpolderen. Later was regulering van de waterstand en onderhoud van de werken de taak. Het waterschap bezat aanvankelijk vier molens.
In 1969, bij de eerste waterschapsconcentratie in Friesland, ging De Grote Noordwolderpolder op in waterschap Tusken Mar en Klif.